# Josep Maria Martí Font
|  | No s'ha de confondre amb el directiu de petanca amb el mateix nom. |

Josep Maria Martí Font   (Mataró, 1950 - Barcelona, 12 de febrer de 2024) va ser un periodista català.
Després d'estudiar Dret i Ciències Econòmiques a la UB, va començar a fer de periodista a la premsa alternativa, en capçaleres com Star, Disco Express, Ajoblanco, Fotogramas o Vibraciones; fou també un dels membres fundadors de Ràdio 4. Interessat igualment pel món de l'art, entre 1975 i 1979 dirigí la Galeria G de Barcelona, on exposaren icones de la cultura pop, com Andy Warhol o Wolf Vostell, o la Galeria mec-mec, més centrada en l'àmbit de la contracultura. Del 1979 al 1984 va estar als Estats Units, on fou enviat especial de la revista Lecturas i col·laborava amb La Vanguardia, entre d'altres, unes feines que compaginava amb fer guions per Hollywood.
El 1984 fitxà per El País, on va estar a les seccions Societat i Internacional. Va ser corresponsal a Alemanya per El País del 1988 al 1994, on va explicar en directe la caiguda del mur de Berlín. Després fou redactor en cap de cultura del diari. Va tornar a Barcelona el 1997. El 2004 va esdevenir corresponsal a París i posteriorment cap de Cultura i Opinió de l'edició catalana del diari.
Va escriure diversos llibres, com El día que acabó el siglo XX, Después del Muro. Alemania Europa 25 años más tarde, La España de las ciudades. Decadencia y auge o La fortaleza asediada: Los populismos contra Europa amb Christophe Barbier. També va escriure Désirs de France (Michalon, 2007) i Star, La Contracultura de los 70 (Glénat, 2008).